# Telmatobius mayoloi
Telmatobius mayoloi és una espècie de granota que viu al Perú a les zones tropicals de gran altitud (més de 3500m), on és usada per a la medicina tradicional i l'alimentació de les poblacions locals. Aquest ús fa que la població estigui en declivi, fins al punt que l'espècie ha estat declarada en perill d'extinció, ja que es recol·lecten tant exemplars adults com larves, impedint la seva regeneració natural. Podria estar afectada de quitridiomicosi com altres espècies del mateix gènere, però no se n'ha confirmat cap afectació.